# Takume
Takume, également appelé Pukamaru, est un atoll situé dans l'archipel des Tuamotu en Polynésie française. Il est administrativement rattaché, avec l'atoll de Raroia voisin, à la commune de Makemo.

## Géographie

### Situation
Takume est situé à 6 km au nord-est de Raroia, l'île la plus proche, à 148 km au nord-est de Makemo sa commune de rattachement, et à 760 km à l'est de Tahiti. C'est un atoll de forme ovale de 24 km de longueur et 5 km de largeur maximales pour une surface de terres émergées de 5 km2 et un lagon d'une superficie de 43,5 km2 dépourvu de réelle passe de communication avec l'océan.
Il est administrativement rattaché à la commune de Makemo.

### Démographie
En 2017, la population totale de Takume est de 152 personnes, principalement regroupées dans le village de Ohomo situé au sud-ouest ; son évolution est la suivante :
|                                                         |  |  | 93 |  | 98 | 152 |
| Sources ISPF et Gouvernement de la Polynésie française. |  |  |    |  |    |     |

## Histoire

### Découverte par les Européens
La première mention possible de l'atoll aurait été faite par le navigateur portugais Pedro Fernandes de Queirós le 5 février 1606. La première mention attestée de l'atoll fut faite par l'explorateur russe Fabian Gottlieb von Bellingshausen qui l'accoste à bord des Vostok et Mirni le 12 juillet 1820 et le nomme Wolkonsky,. C'est ensuite le navigateur allemand de la marine russe Otto von Kotzebue qui l'aborde le 3 mars 1824, puis le capitaine britannique Ireland le 30 septembre 1831. Lors de son expédition australe, l'Américain Charles Wilkes accoste l'atoll le 17 décembre 1840 et lui donne le nom polynésien de Takurea.

### Période contemporaine
Takume et Raroia passent sous le protectorat de la France vers 1850 et l'atoll est peuplé alors de près de 60 habitants autochtones qui développent une importante activité de pêche huîtrière pour la nacre. Au milieu du siècle, l'atoll est évangélisé avec la fondation de la paroisse Saint-François-Xavier en 1862, puis la construction de l'église homonyme en 1877 rattachée au diocèse de Papetee.

## Économie
Historiquement l'atoll de Takume est l'un des plus importants en Polynésie française pour la production d'huîtres nacrières qui, au début du XXe siècle, atteignait jusqu'à 100 tonnes par an, le plaçant alors au second rang après Hikueru. Cette activité a été substituée depuis les années 1980 par la perliculture pratiquée sur 180 ha au centre du lagon pour le greffage et l'élevage avec un maximum de 610 lignes de collectage de naissain autorisées dans sa partie Sud.
Un petit aérodrome (code TJN/NTKM) long de 900 mètres est inauguré en 1996. Il accueille environ 120 vols et 400 à 500 passagers en moyenne par an permettant le développement de l'activité touristique de l'atoll.